# Lotus 100T
La Lotus 100T è una vettura di Formula 1 progettata da Gérard Ducarouge e Martin Ogilvie per il Team Lotus che partecipò al campionato mondiale di Formula 1 1988. La 100T era un aggiornamento della vecchia Lotus 99T; tecnicamente la macchina era invariata, a parte il muso anteriore e il retrotreno, ed era spinta da un motore Honda V6 da 1500 centimetri cubici in dotazione anche alla McLaren che vinse 15 gare su 16 nel 1988. La vettura venne pilotata dal campione del mondo in carica Nelson Piquet e dal giapponese Satoru Nakajima.
La monoscocca era quella dell'anno precedente. Infatti il regolamento tecnico stabiliva che la pedaliera dovesse essere posizionata dietro l'asse anteriore. Era stata però introdotta una deroga per le vetture con motore turbo che avessero mantenuto la monoscocca uguale a quell'anno precedente. Deroga di cui si avvalsero oltre la Lotus, anche Ferrari, Zakspeed, Osella, Arrows.
Al contrario del modello precedente la 100T non era equipaggiata con il sistema elettronico delle sospensioni attive, tecnologia all'avanguardia introdotta sulla 99T su pressione di Ayrton Senna, che sperava di ottenere un vantaggio nell'utilizzo di questo sistema. La Lotus reputò che a causa della perdita di potenza del motore Honda a causa del nuovo regolamento, un ulteriore calo del 5% della potenza per utilizzare il sistema delle sospensioni attive non procurasse alcun vantaggio e ritornò ad una convenzionale sospensione passiva con ammortizzatori forniti dalla Bilstein. La perdita di Senna, passato alla McLaren, si rivelò troppo pesante nonostante l'ingaggio di Piquet, che collezionò tre podi e numerosi piazzamenti a punti: la Lotus chiuse così la stagione senza una vittoria o una pole position dal 1981. Nakajima non si qualificò a Monaco, diventando la prima vettura motorizzata da un turbo Honda a non qualificarsi. Nakajima non si qualificò nemmeno a Detroit.
Molti reputarono Piquet in grado di lottare con le McLaren grazie al motore Honda, ma la pessima difesa del titolo da parte di Piquet confermò i dubbi sul fatto che il brasiliano potesse vincere solo a bordo di una vettura fenomenale; cosa che venne confermata dallo stesso Piquet in un'intervista del 2012 concessa alla televisione brasiliana, affermando che non era più a posto dopo l'incidente del 1987 a San Marino, e che aveva corso dal 1988 al 1991 solo per soldi.

## Risultati
| Anno | Team  | Motore               | Gomme | Piloti          |   |   |     |     |    |     |   |    |     |   |     |     |     |     |     |     | Punti | Pos. |
| ---- | ----- | -------------------- | ----- | --------------- | - | - | --- | --- | -- | --- | - | -- | --- | - | --- | --- | --- | --- | --- | --- | ----- | ---- |
| 1988 | Lotus | Honda RA168E 1.5 V6T | G     | Nelson Piquet   | 3 | 3 | Rit | Rit | 4  | Rit | 5 | 5  | Rit | 8 | 4   | Rit | Rit | 8   | Rit | 3   | 23    | 4º   |
| 1988 | Lotus | Honda RA168E 1.5 V6T | G     | Satoru Nakajima | 6 | 8 | NQ  | Rit | 11 | NQ  | 7 | 10 | 9   | 7 | Rit | Rit | Rit | Rit | 17  | Rit | 23    | 4º   |